# Jutta Langenau
Jutta Langenau (Erfurt, 10 ottobre 1933 – Erfurt, 9 luglio 1982) è stata una nuotatrice tedesca orientale.

## Carriera
Specializzata nella farfalla, si è laureata campionessa europea sulla distanza dei 100m ai campionati di Torino 1954.

## Palmarès
- Europei

Torino 1954: oro nei 100m farfalla.